# Leptocythere nikraveshae
Leptocythere nikraveshae är en kräftdjursart som beskrevs av Morales 1966. Leptocythere nikraveshae ingår i släktet Leptocythere och familjen Leptocytheridae. Inga underarter finns listade i Catalogue of Life.